# Föderation der Revolutionären Jugend der Türkei
Die Föderation der Revolutionären Jugend der Türkei (türkisch: Türkiye Devrimci Gençlik Dernekleri Federasyonu, Dev-Genç) war eine 1965 gegründete und 1971 verbotene links-radikale Organisation in der Türkei, aus der viele weitere linksgerichtete Gruppen hervorgingen.

## Entstehung
Im Jahre 1960 kam es in der Türkei zu einem von Oberbefehlshaber Cemal Gürsel geführten Militärputsch. Das erklärte Ziel war, die Staatskrise, die durch Spannungen zwischen den politischen Parteien ausgelöst wurde, zu beenden. Der Ministerpräsident Adnan Menderes und andere Politiker wurden unter Korruptionsvorwurf zum Tode verurteilt und am 17. September 1961 auf İmralı gehängt. Nachdem das Militär 1961 eine neue Verfassung einführte, gab es die Macht an eine Zivilregierung ab. Die neue Verfassung beinhaltete moderne wirtschaftliche und soziale Prinzipien und Gesetze, die die Unterdrückung der Opposition verhindern sollten. Durch diese relative Liberalisierung erlebte die Linke in der Türkei einen starken Aufschwung. So wurde zum ersten Mal eine sozialistische Partei, die TİP (Türkische Arbeiterpartei) für längere Zeit zugelassen und schaffte den Einzug ins Türkische Parlament.
Besonders an den türkischen Universitäten hielten linke Strömungen Einzug. Anhänger der radikalen Zeitschrift Yön (Richtung) wurden als Anführer von sog. Debattierklubs gewählt, welche an den großen Universitäten aufkamen. Als radikale Bewegung und Rebellion gegen die Führung der parlamentarisch arbeitenden TİP, gründeten diese Klubs am 17. Dezember 1965 ein nationales Bündnis, die "Föderation der Debattierclubs" (Fikir Kulüpleri Federasyonu, FKF). Auf der 4. Generalversammlung dieser Föderation am 9. und 10. Oktober 1969 erfolgte unter der Federführung von Mahir Çayan die Umbenennung zur Dev-Genç, die es vermochte einen wesentlichen Teil der studentischen Jugend zu mobilisieren.

## Ideologie und Verlauf
Der oft als guevaristisch oder castristisch bezeichneten Gruppe, die aber auch den Lehren von Mao nahestand und mit dem Guerillakrieg in Vietnam sympathisierte, gelang es einige Tausend Aktivisten um sich zu versammeln. Sie organisierten Universitätsbesetzungen und führten Aktionen gegen die US-Flotte durch. Außerdem wurden Arbeiterstreiks unterstützt und gegen die Übergriffe der als Zivil-Faschisten bezeichneten Ülkücü-Anhänger gekämpft. 1970 wurde dieses Bündnis der Debattierklubs unter radikaler Führung neu organisiert.
Nachdem die Dev-Genç kurz nach dem Putsch vom 12. März 1971 neben anderen linken Gruppen verboten wurde, konnte sich die politische Bewegung in kurzer Zeit neu formieren. In den 1970er Jahren erwuchs der größte Teil von Dutzenden von linken, sich in ihrer Strategie unterscheidende Gruppen der Türkei aus der Dev-Genç. Einige dieser alle dem Marxismus-Leninismus oder dem Maoismus folgenden Gruppen hatten einen prägenden Einfluss auf einige der wichtigsten Abteilungen der kurdischen Bewegung der 1970er und 1980er Jahre. Als die wesentlichen aus Dev-Genç hervorgegangenen Organisationen können die Türkische Volksbefreiungspartei-Front (THKP-C), Kommunistischen Partei der Türkei/Marxisten Leninisten (TKP-ML), Revolutionärer Weg (Dev-Yol), Revolutionäre Linke (Dev-Sol) und heute die Revolutionäre Volksbefreiungspartei-Front (DHKP-C) gelten.